# The Heavenly Body
The Heavenly Body is een Amerikaanse romantische komedie in zwart-wit uit 1944 onder regie van Alexander Hall. De film, met in de hoofdrollen William Powell en Hedy Lamarr, werd destijds niet in Nederland uitgebracht.

## Verhaal
William B. Whitley is een gerenommeerde astronoom naar wie onlangs een komeet is vernoemd. Hij is zo druk bezig met zijn carrière, dat zijn vrouw Vicky een verveelde huisvrouw wordt. Zij bezoekt op een dag een astroloog die haar vertelt dat ze spoedig een knappe vreemdeling zal ontmoeten. William wil niets horen over astrologie, maar Vicky gelooft heilig in de voorspelling. Al gauw ontmoet ze inderdaad een knappe vreemdeling; parachutists Lloyd X. Hunter. William realiseert zich dat zijn huwelijk op het spel staat.

## Rolverdeling
| Acteur                                         | Personage                      |
| ---------------------------------------------- | ------------------------------ |
| William Powell                                 | William S. Whitley             |
| Hedy Lamarr                                    | Vicky Whitley                  |
| James Craig                                    | Lloyd X. Hunter                |
| Fay Bainter                                    | Margaret Sibyll                |
| Henry O'Neill                                  | Professor Stowe                |
| Spring Byington                                | Nancy Potter                   |
| Robert Sully                                   | Strand                         |
| Morris Ankrum                                  | Dr. Green                      |
| Franco Corsaro                                 | Sebastian Melas                |
| Connie Gilchrist                               | Beulah                         |
| Max Willenz                                    | Dr. Gurtchakoff                |
| Earl Schenck                                   | Forbes                         |
| John Elliott as Prof. Collier (ongenoemde rol) |                                |
| Howard Hickman                                 | Wetenschapper (ongenoemde rol) |
| Terry, hond                                    |                                |

## Achtergrond
Studiohoofd Louis B. Mayer castte Hedy Lamarr in deze film nadat ze de hoofdrol in Dragon Seed (1944) afsloeg; gezien het succes van Crossroads (1942), werd William Powell aan de cast gevoegd als tegenspeler.